# Roger Jaskoviak
Roger Jaskoviak med artistnamnet Jacob Knight, född 26 februari 1938 i Southbridge, Worcester, död 26 oktober 1994 i Worcester, var en autodidakt amerikansk bildkonstnär baserad i New England.   
Jaskoviak och hans fru, konstnären Kerstin Danielsson (mor till Pamela Jaskoviak) hade en konstskola i Brookfield, innan han på heltid blev konstnär och antog sitt artistnamn Jacob Knight.
Roger Jaskoviak var nationellt känd för sina illustrationer i tidningar och omslag, och målningar av folklivet i New England.